# Beauchery-Saint-Martin
Beauchery-Saint-Martin [boʃʁi sɛ̃ maʁtɛ̃] ist eine französische Gemeinde mit 374 Einwohnern (Stand: 1. Januar 2022) im Département Seine-et-Marne in der Region Île-de-France. Sie gehört zum Arrondissement Provins und zum Kanton Provins (bis 2015: Kanton Villiers-Saint-Georges). 

## Geografie
Beauchery-Saint-Martin liegt etwa 60 Kilometer ostsüdöstlich von Paris am Voulzie. Umgeben wird Beauchery-Saint-Martin von den Nachbargemeinden Villiers-Saint-Georges im Norden, Louan-Villegruis-Fontaine im Osten, La Saulsotte im Südosten, Chalautre-la-Grande im Süden und Südosten, Léchelle im Westen und Südwesten sowie Voulton im Westen.

## Bevölkerungsentwicklung
| Jahr                      | 1962 | 1968 | 1975 | 1982 | 1990 | 1999 | 2006 | 2013 |
| Einwohner                 | 220  | 197  | 288  | 305  | 355  | 363  | 390  | 411  |
| Quelle: Cassini und INSEE |      |      |      |      |      |      |      |      |

## Sehenswürdigkeiten
Siehe auch: Liste der Monuments historiques in Beauchery-Saint-Martin
- Kirche Saint-Martin in Saint-Martin-Chennetron
- Kirche Saint-Pierre in Beauchery aus dem 12. Jahrhundert (Monument historique)